# Сяберка (приток Плюссы)
Сяберка (Сядьмерка, Сядмерка) — река в России, протекает в Плюсском районе Псковской области. Берёт начало в виде пересыхающего ручья из оз. Залужское, который впадает в оз. Самокраж, после протекает через небольшое оз. Глухое. Устье реки находится в 152 км по правому берегу реки Плюссы в черте села Ляды. Длина реки — 12 км.
Впервые в истории упоминается в писцовой книге 1571 года.
«А отхожих пашен и ле[с]у у тех деревень шти обеж за ручьем за Сядемером к деревни к Пустынки и пожни по Сядемеру ж ручью, да отхожые пожни по реки Плюсе вниз.»

## Данные водного реестра
По данным государственного водного реестра России относится к Балтийскому бассейновому округу, водохозяйственный участок реки — Нарва, речной подбассейн реки — подбассейн отсутствует. Относится к речному бассейну реки Нарва (российская часть бассейна).
По данным геоинформационной системы водохозяйственного районирования территории РФ, подготовленной Федеральным агентством водных ресурсов:
- Код водного объекта в государственном водном реестре — 01030000412102000027014
- Код по гидрологической изученности (ГИ) — 102002701
- Код бассейна — 01.03.00.004
- Номер тома по ГИ — 2
- Выпуск по ГИ — 0